# جان جلیکو
جان جلیکو، اولین ارل جلیکو (انگلیسی: John Jellicoe, 1st Earl Jellicoe؛ ۵ دسامبر ۱۸۵۹ – ۲۰ نوامبر ۱۹۳۵) افسر نیروی دریایی پادشاهی بریتانیا بود. او در جنگ انگلیس و مصر و شورش بوکسورها جنگید و فرماندهی ناوگان بزرگ را در نبرد جوتلند در ماه مه ۱۹۱۶ در طول جنگ جهانی اول بر عهده داشت. نحوه مدیریت ناوگان توسط او در آن نبرد بحث‌برانگیز بود. جلیکو هیچ اشتباه جدی مرتکب نشد و ناوگان دریای آزاد آلمان در زمانی که شکست برای بریتانیا فاجعه‌بار می‌بود، به بندر عقب‌نشینی کرد، اما مردم از اینکه نیروی دریایی سلطنتی با توجه به برتری تعدادشان بر دشمن، پیروزی چشمگیرتری به دست نیاورده بود، ناامید شدند. جلیکو بعداً به عنوان لرد اول دریا خدمت کرد و بر گسترش ستاد نیروی دریایی در دریاسالاری و معرفی کاروان‌ها نظارت داشت، اما در پایان سال ۱۹۱۷ از سمت خود برکنار شد. او همچنین در اوایل دهه ۱۹۲۰ به عنوان فرماندار کل نیوزیلند خدمت کرد.